# HMS Vanguard (23)
HMS Vanguard byla bitevní loď britského královského námořnictva. Ve službě byla v letech 1946–1960. Byla to poslední postavená britská bitevní loď a ve své době též největší válečná loď britského námořnictva.

## Stavba

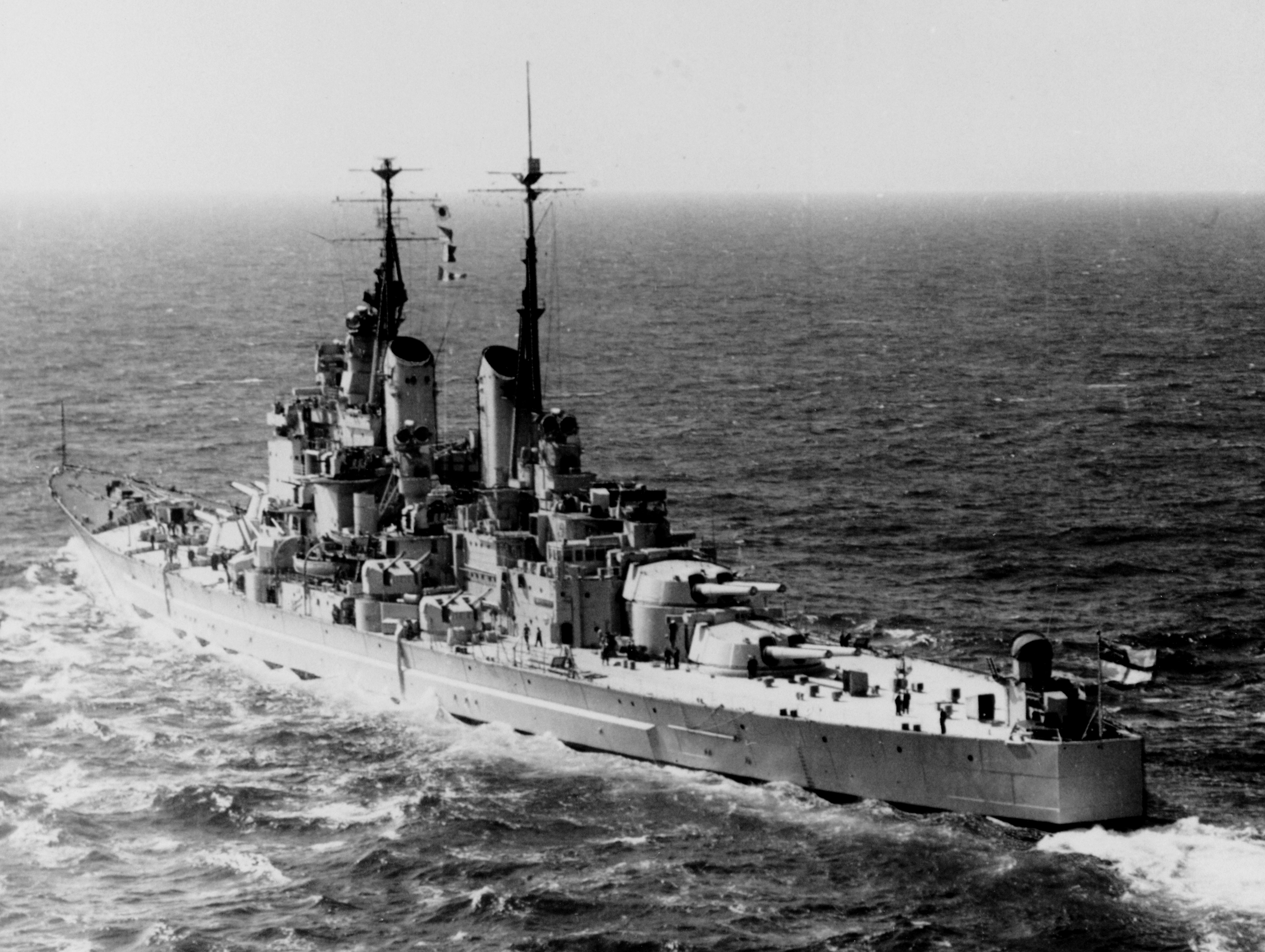
Vanguard

Projekční práce na nové bitevní lodi, která měla pomoci zmírnit japonskou převahu na Dálném východě, probíhaly od roku 1939. K realizaci byl přijat projekt označený 15E. Výsledné plavidlo mělo výtlak okolo 40 000 t, rychlost 30 uzlů, přičemž k jeho vyzbrojení byly využity dělové věže s 381mm kanóny pocházející z lehkých bitevních křižníků HMS Courageous (50) a HMS Glorious (77), které byly ve 20. letech přestavěny na letadlové lodě. Loď konstrukčně navazovala na předchozí třídu King George V, zároveň u ní byly reflektovány válečné zkušenosti. Její stavba byla objednána 14. března 1941 u britské loděnice John Brown & Co. v Clydebanku. Kýl Vanguardu byl založen 2. října 1941. V průběhu stavby však došlo ke zničení britského Svazu Z japonským letectvem, což znamenalo velké úpravy původního projektu (především zvětšení ochrany proti torpédům a zesílení protiletadlové výzbroje) a následně zdržení stavby. Plavidlo tak bylo na vodu spuštěno 30. listopadu 1944 a do služby bylo přijato až po skončení války 9. srpna 1946.

## Konstrukce

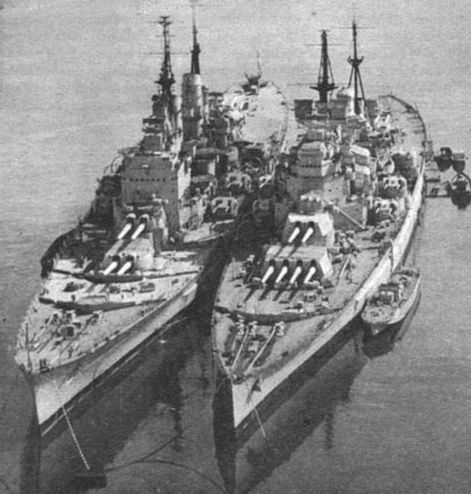
Vanguard a bitevní loď HMS Howe (32) uložené v rezervě

Hlavní výzbroj tvořilo osm 381mm kanónů BL Mk I ve čtyřech dvoudělových věžích. Sekundární výzbroj představovalo šestnáct dvouúčelových 133mm kanónů ve dvoudělových věžích. Doplňovaly je čtyři 47mm kanóny a sedmdesát tři 40mm kanónů. Pohonný systém tvořilo osm tříbubnových kotlů Admiralty a čtyři turbíny Parsons, o výkonu 130 000 hp, pohánějící čtyři lodní šrouby. Nejvyšší rychlost dosahovala 30 uzlů. Dosah byl 8250 námořních mil při rychlosti 15 uzlů.

## Služba
V roce 1956 byla loď převedena do rezervy, přičemž byly odstraněny všechny 40mm kanóny. Přechodně byla zvažována její přestavba na nosič řízených střel. V roce 1960 byla prodána do šrotu.